# Lieja-Bastogne-Lieja 1929
La Lieja-Bastogne-Lieja 1929 fou la 19a edició de la clàssica ciclista Lieja-Bastogne-Lieja. Es va disputar el 9 de maig de 1929 sobre un recorregut de 231 km i fou guanyada pel belga Alfons Schepers, que s'imposà a l'esprint als seus quatre companys d'escapada. Els també belgues Gustave Hombroeckx i Maurice Raes completaren el podi.

## Classificació final
|    | Ciclista                 | Equip | Temps      |
| -- | ------------------------ | ----- | ---------- |
| 1  | Alfons Schepers (BEL)    |       | 8h 45' 25" |
| 2  | Gustave Hombroeckx (BEL) |       | m. t.      |
| 3  | Maurice Raes (BEL)       |       | m. t.      |
| 4  | Constant Struyven (BEL)  |       | m. t.      |
| 5  | Camille Degraeve (BEL)   |       | m. t.      |
| 6  | Georges Laloup (BEL)     |       | + 1'57"    |
| 7  | Marcel Houyoux (BEL)     |       | + 1'57"    |
| 8  | Albert Herman (BEL)      |       | + 1'57"    |
| 9  | Prosper Delobelle (BEL)  |       | + 1'57"    |
| 10 | Henri Lepine (BEL)       |       | + 1'57"    |